# ロバート・ゴードン
ロバート・ゴードン（Robert Ira Gordon、1947年3月29日 - 2022年10月18日）は、アメリカのロック歌手。パンク・ロックからスタートし、1970年代から1980年代にかけてロカビリー・スタイルで活躍。他にもオルタナティブ・ロック、ロックンロールまで幅広い音楽をプレイした。また、俳優としてもいくつかの作品に出演している。

## 1950年代から1960年代
ワシントンD.C.郊外のメリーランド州ベセスダ出身。1956年、9歳の時にラジオでエルヴィス・プレスリーの「ハートブレイク・ホテル」を聴いてロックンロールを志す。彼は、ジーン・ヴィンセント、エディ・コクラン、ジャック・スコット、ビリー・リー・ライリーなど、当時のスターの曲を片っ端から聴き、影響を受けた。ベセスダのチェビー・チェイス高校では演劇部で「ウエスト・サイド物語」のトニーを演じた。
1964年、ザ・コンフィデンシャルズのシンガーとして17歳でデビュー。ゴードン（当時はボブ・ゴードン）をメインシンガーとしてフィーチャーしたコンフィデンシャルズは、「Summertime」,「Money」,「There is something on your mind」など、当時のヒット曲のカバーをレコーディングした（これらの曲は2004年に彼の40周年記念CDがリリースされるまで日の目を見なかった）。しかしこの頃から、ロックンロールよりも、黒人アーティストのR&Bやソウルミュージックに夢中になる。当時のブリティッシュ・インヴェイジョンにはさほど興味がなく、ジェームス・ブラウン、オーティス・レディングなどのソウルシンガーの方が好みであった。彼はワシントンD.C.の有名なハワード・シアターで働きながら、数多くのR&Bシンガーを間近に観た。
反戦ムードが高まった1960年代後半の不穏な時代、彼はワシントンD.C.の州兵として働いた。後に「ベトナム戦争に行きたくなかった。」と述べている。

## 1970年代
1970年にニューヨークに移り、数年後にパンクバンドTuff Dartsに加入。
1976年、ニューヨークのライブハウスCBGBで他のローカルバンドと共演。その模様を収めたライブ・コンピレーション・アルバム Live at CBGB's にはTuff Dartsの曲が3曲収められた。
翌年、レコードプロデューサーのRichard Gottehreが、Tuff Dartsを引き連れてリハーサルに励むゴードンと出会い意気投合。二人は正統派のロックンロールアルバムを作ることで合意する。ゴードンは、当時既に伝説的存在になっていたギタリストリンク・レイの起用を提案、Gottehreはすぐにレイと連絡を取り、プロジェクトはスタートした。
1977年、ゴードンとレイのふたりはプライベート・ストック・レコードからデビューアルバム『ロバート・ゴードン with リンク・レイ』をリリース。評論家からの評判もよく、セールスもまずまずだった。
エルヴィス・プレスリーの死と同時期にシングル「Red Hot」をリリース、ロカビリー・ナンバーとしては珍しく、ラジオで頻繁にオンエアされた。
1978年、プライベート・ストックからセカンドアルバム『Fresh Fish Special』をリリース。かつてエルヴィス・プレスリーのバックを務めたことのあるコーラスチームThe Jordanairesを起用し、ブルース・スプリングスティーンがゴードンのために新曲「Fire」を書き下ろし、キーボードもプレイした（「Fire」は後にポインター・シスターズがカバーし、ヒットチャートの2位まで上昇、オリジナル以上のヒットを記録した）。
しかし、アルバムが好調な売り上げを記録しているさなか、プライベート・ストック・レーベルは倒産。気を取り直してRCAレコードに移籍し、あこがれのエルヴィスと同じレーベルに自分も所属するという長年の夢が叶った。
意見の相違から、プロモーション・ツアー終了後にレイと袂を分かったゴードンは、新ギタリストとしてクリス・スペディングとコンビを組み、1979年2月に3rdアルバム「Rock Billy Boogie」をリリース。タイトルトラックのほか「Walk On By」,「It's Only Make Believe」,「The Catman」がラジオで取り上げられ、アルバムはヒットチャートのトップ100にチャートインした。

## 1980年代

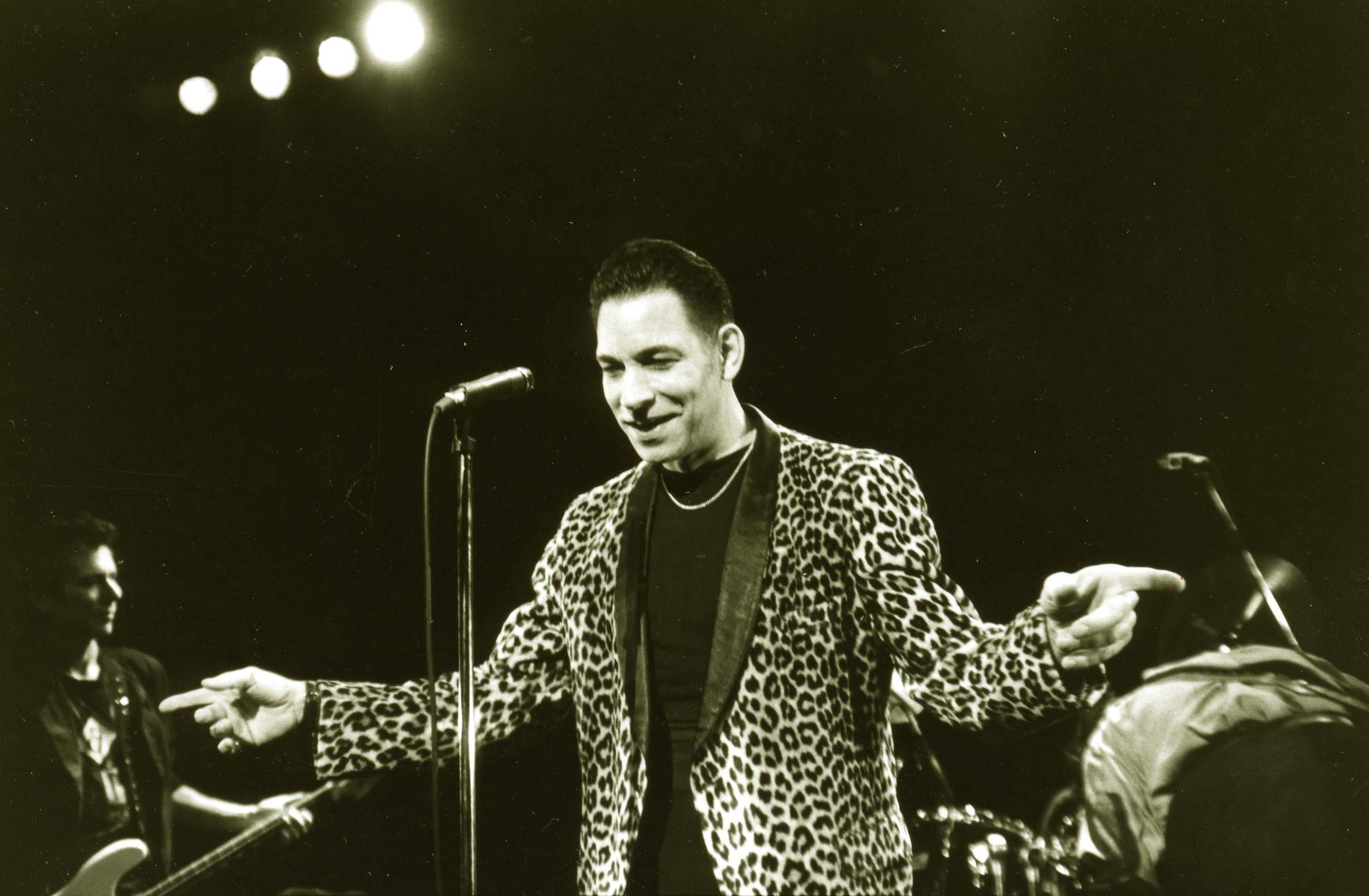
クリス・スペディングと組んだ日本公演

1980年リリースの次作『Bad Boy』は商業的に失敗し、ゴードンはスペディングとのコンビを解消。新たにダニー・ガットンとコンビを組む。1981年にはRCAにおける最後のアルバム『Are You Gonna Be The One』をリリース、マーシャル・クレンショー作の「Someday, Someway」をシングル･カットし、チャートの76位まで押し上げた。アルバムも20万枚を売り上げてゴードン最大のヒットとなった。
1980年代前半はガットンとともに精力的にツアーを行い、そこでのベスト・パフォーマンスを収めたライブ・アルバム『The Humbler』がNRGレコードからリリースされた。
しかし、次のアルバムの予算の問題でRCAと対立して解雇され、以降ゴードンは長い沈黙の期間に入る。

## 2000年代
1990年代を通じて第一線から退いていたゴードンだが、2005年にクリス・スペディングとのコンビを復活し、ヨーロッパツアーを開始。デンマーク、スウェーデン、およびフィンランドのライブのハイライトを「The Reunion Tour」として、自身のレーベル Climate Control から発表ほか、フランスのレーベル Last Call から、アムステルダムでのライブを収録したDVD『Rockin' The Paradiso』をリリースした。
ゴードンとスペディングは2005年から2009年まで大規模なツアーを敢行、またエルヴィスの没後30周年を記念して、『Fresh Fish Special』で共演したThe Jordanairesを再度招聘し、エルヴィスの曲をカバーしたアルバムをワーナー傘下の Rycodisc からリリースした（なお、Rycodiscの強いプッシュにもかかわらず、アルバムはそれほど売れなかった）。
一時不調に陥った（歌詞を忘れたり、ステージの上でスタッフともめたりする場面が目立っていた）が、直近のライブ（2009年8月、2010年4月に共にトロントで行われたライヴなど）ではだいぶ調子を上げ、全盛期の歌声を取り戻しつつある。
死去するまでもマイナー・レーベルからオリジナル作品を発表したり、過去の作品のいくつかが再リリースされるなど地道に活動を続けていた。
2022年10月18日、死去。75歳没。死因は不明であるが、数年前から白血病を患っていた。

## 影響
オールドスタイルのロックンロールはパブロック勢に大きな影響を与えたほか、ストレイ・キャッツなどとともに1980年代前半のロカビリー・リヴァイヴァルの立役者となった。

## 映画
1976年に、パンク・ニューウェイヴをテーマにした、アモス・ポー監督の『Unmade Beds』でブロンディのデボラ・ハリーと共演した。
1982年には、50年代スタイルのバイカー・ムービー『ラブレス』でウィレム・デフォー（初主演）と共演した。ゴードンはサウンドトラックのほとんどの曲を書き、評論家には映画本編よりもサウンドトラックの方が評判が良かった。映画は当時興行的に失敗したが、後年カルトムービーとして人気を博した。

## ディスコグラフィ
※アメリカ・オリジナル・アルバムのみ
- Live At CBGB's (1976)
- Robert Gordon With Link Wray (1977 )
- Fresh Fish Special (1978)
- Rock Billy Boogie (1979)
- Dir Direct News Interviews Radioshow (1979)
- Spectrum U.S.A. (1979)
- Bad Boy (1980)
- The Maxell Rock II Sampler (1980)
- Are You Gonna Be The One (1981)
- Too Fast To Live, Too Young To Die (1982)
- The Loveless (Soundtrack) (1983)
- Cover Me - Songs Of Bruce Springsteen (1986)